# Miguel Guilherme

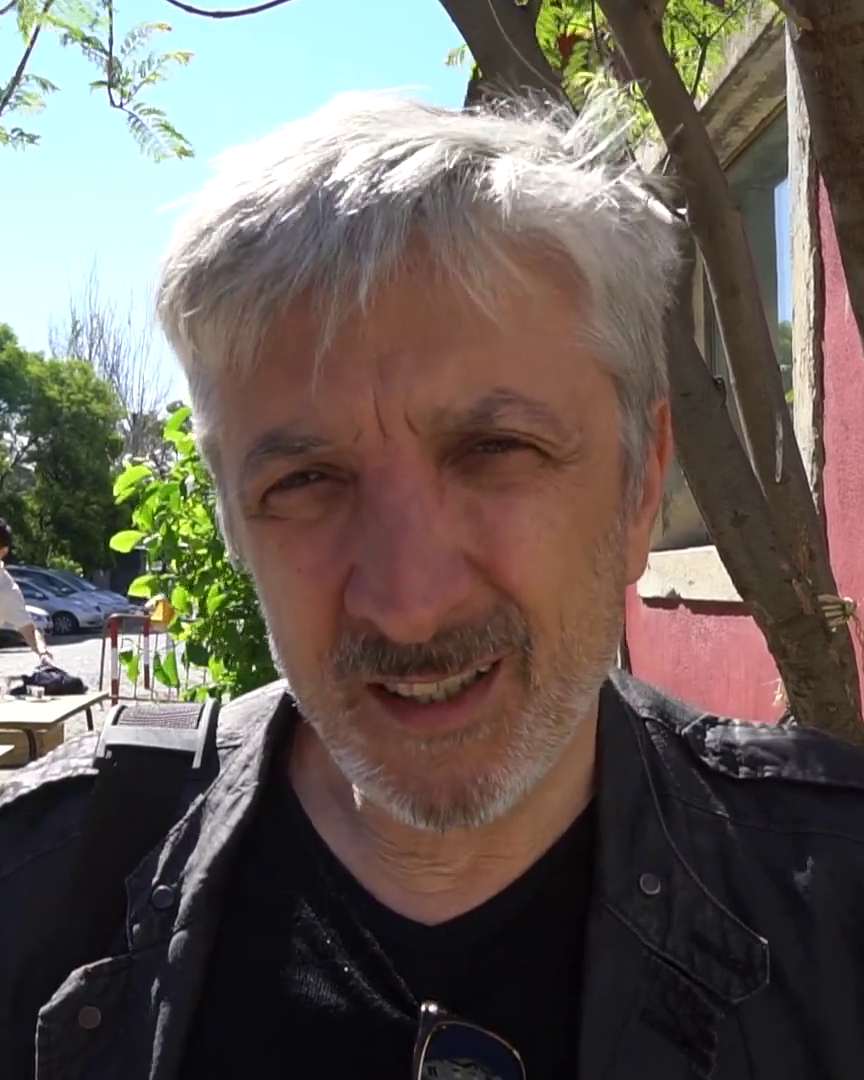
Miguel Guilherme (2018)

Miguel Guilherme Guerra Neves de Almeida (* 15. November 1958 in Lissabon) ist ein portugiesischer Schauspieler. Er ist ein bekannter Fernsehdarsteller, ein Theaterschauspieler und -regisseur und ein renommierter Darsteller des Portugiesischen Films.

## Leben
Guilherme wuchs in seiner Geburtsstadt Lissabon auf. Ein Anthropologiestudium an der Universität Lissabon brach er später ab, um sich ganz der Schauspielerei zu widmen.
Er nahm Schauspielunterricht am Teatro Comuna, wo er 1979 auch erstmals auf der Bühne stand, in einem von João Mota inszenierten Brecht-Stück. Bis 1983 blieb er dann am Teatro Comuna, um danach zum Novo Grupo und ans Teatro Aberto zu gehen. Nach einem Engagement am Teatro Século 1986 spielte er 1987 am Teatro São Luiz, bevor an Luís Miguel Cintras Teatro Cornucópia ging. Hier sollte er sich in den nächsten Jahren in einer Vielzahl Stücken wesentlich entwickeln.
Nach kleineren Fernsehauftritten in meist komischen Serien wirkte Guilherme 1988 in Herman Josés populärer Comedyserie Humor de Perdição mit und wurde in der Folge auch einem größeren Publikum bekannt. Auch in folgenden Fernsehproduktionen des populären Komikers war Guilherme vor der Kamera zu sehen. Er blieb aber weiterhin dem Theater verbunden.
1989 inszenierte er erstmals selbst ein Stück, David Mamets Perverções (Sexual Perversity in Chicago) im Club Estefânia. Am Cornucópia inszenierte er 1993 erstmals selbst das Stück Desastres auf Grundlage dreier kurzer Stücke von Botho Strauß, Philip K. Dick und Eugène Ionesco.
1993 steigerte sich seine öffentliche Bekanntheit mit seiner Beteiligung an der Sitcom Sózinhos em Casa. Seither war er in etwa gleichermaßen am Theater, im Film und beim Fernsehen tätig.
In den folgenden Jahren spielte er zunehmend bedeutendere Haupt- und Nebenrollen für das Kino, darunter für Regisseure wie Manoel de Oliveira oder Fernando Lopes, aber auch in einigen Nebenrollen internationaler Produktionen. Auch in Fernsehserien war er häufig zu sehen, oft in Sitcoms, was ihn vor allem als komischen Darsteller bekannt machte. Zeitgleich blieb er dem Theater stets stark verbunden, mit einer Vielzahl Rollen und einigen eigenen Inszenierungen.
Zuletzt sah ihn die breite portugiesische Öffentlichkeit in einigen Hauptrollen, so im Fernsehen in der erfolgreichen historisierenden Fernsehserie Conta-me Como Foi der RTP und im Kino in den von Leonel Vieira produzierten, enorm erfolgreichen Remakes klassischer Comédias portuguesas aus den 1940er Jahren.

## Rezeption
Guilherme ist der breiten Öffentlichkeit in Portugal durch seine vielen komischen Rollen und Darstellungen in Sitcoms, Telenovelas und anderen Fernsehserien bekannt. Im Film hat er viele unterschiedliche Figuren gespielt, jedoch ist er hier eher Filmkritikern und Cineasten als vielseitiger Darsteller bekannt. Etwa lobte die Filmkritik ihn in Filmen wie José Fonseca e Costas Cinco Dias, Cinco Noites (1996), Manuel Mozoss ...Quando Troveja (1999) oder Fernando Lopes’ O Delfim (2002) teils überschwänglich, während diese Filme am großen Publikum weitgehend vorbeigingen. Sein anhaltendes Engagement für das anspruchsvolle Theater blieb dem großen Publikum ebenso weitgehend unbekannt wie dieses Theater selbst.
Trotz einiger Rollen im europäischen Autorenfilm blieb seine Bekanntheit bisher weitgehend auf Portugal beschränkt, wo man ihn weiterhin ganz überwiegend als komischen Darsteller wahrnimmt, während er von den Filmfreunden als einer der bedeutendsten Darsteller seiner Generation angesehen wird.

## Filmografie (Auswahl)
- 1980: O Dragão, R: Luís Filipe Costa (Fernsehfilm der RTP)
- 1987: Era Uma Vez Um Alferes, R: Luís Filipe Costa (Fernsehfilm der RTP)
- 1988: Humor de Perdição  (Fernsehserie der RTP)
- 1989: Meia Noite, R: Vítor Gonçalves
- 1990: Filha da Mãe, R: João Canijo
- 1990: Non oder Der vergängliche Ruhm der Herrschaft, R: Manoel de Oliveira
- 1990: Alentejo Sem Lei, R: João Canijo (RTP-Mehrteiler)
- 1991: O Oiro do Bandido, R: Luís Alvarães
- 1991: Malvadez, R: Luís Alvarães
- 1991: Die göttliche Komödie, R: Manoel de Oliveira
- 1992: Aqui D'El Rei!, R: António-Pedro Vasconcelos (Fernsehfilm)
- 1992: S.O.S. Stress, R: Sérgio Godinho (Kurzfilm)
- 1993: Am Ufer des Flusses, R: Manoel de Oliveira
- 1993: Coitado do Jorge, R: Jorge Silva Melo
- 1993: Das Geisterhaus, R: Bille August
- 1993: Fluchtpunkt (O Fio do Horizonte) R: Fernando Lopes
- 1993–1994: Sózinhos em Casa (TV-Serie)
- 1994: Die Büchse des Bettlers (A Caixa), R: Manoel de Oliveira
- 1994: Un amour aveugle, R: Michaëla Watteaux
- 1995: Fremdes Land (Terra Estrangeira), R: Walter Salles, Daniela Thomas
- 1996: Cinco Dias, Cinco Noites, R: José Fonseca e Costa
- 1997: A Noite Mais Badalada, R: Pedro Miguel Martins (Fernsehfilm)
- 1996: Herman Zap (TV-Comedyserie)
- 1997–1998: Herman Enciclopédia (TV-Comedyserie)
- 1999: ...Quando Troveja, R: Manuel Mozos
- 1999: Arte, R: António Feio (Fernsehfilm)
- 2000: A Raiz do Coração, R: Paulo Rocha
- 2000: Palavra e Utopia, R: Manoel de Oliveira
- 2002: Aparelho Voador a Baixa Altitude, R: Solveig Nordlund
- 2002: 88, R: Edgar Pêra (Fernsehfilm)
- 2002: O Delfim, R: Fernando Lopes
- 2003: Der gläserne Blick, R: Markus Heltschl
- 2003: O Fascínio, R: José Fonseca e Costa
- 2004: Lá Fora, R: Fernando Lopes
- 2004: O Quinto Império – Ontem Como Hoje, R: Manoel de Oliveira
- 2005: Alice, R: Marco Martins
- 2006: Bocage (TV-Mehrteiler)
- 2007: Corrupção, R: João Botelho
- 2007–2021: Conta-me Como Foi (Fernsehserie)
- 2009: Eigenheiten einer jungen Blondine, R: Manoel de Oliveira
- 2010: Filme do Desassossego, R: João Botelho
- 2012: Assim Assim, R: Sérgio Graciano
- 2012–2013: Doce Tentação (TV-Comedyserie)
- 2013: Mundo ao Contrário  (Fernsehserie)
- 2015: Capitão Falcão, R: João Leitão
- 2015: O Pátio das Cantigas, R: Leonel Vieira
- 2015: The Secret Agent, R: Stan Douglas
- 2015: O Leão da Estrela, R: Leonel Vieira
- 2015–2016: Coração d'Ouro (Telenovela)
- 2016: A Canção de Lisboa, R: Pedro Varela
- 2018: Parque Mayer, R: António-Pedro Vasconcelos
- 2019: Tristeza e Alegria na Vida das Girafas, R: Tiago Guedes
- 2020: O Último Banho, R: David Bonneville
- 2021: Na Porta ao Lado: Esperança (Fernsehfilm), R: Cláudia Clemente
- 2021–2022: Amor Amor (Telenovela, 100 Folgen)
- 2022: Quero É Viver (Telenovela, 26 Folgen)
- 2023: Cavalos de Corrida (Fernsehserie, 8 Folgen)